# Equilibrium (film)
Pour les articles homonymes, voir Equilibrium.
Pour plus de détails, voir Fiche technique et Distribution.
Equilibrium est un film américain écrit et réalisé par Kurt Wimmer, sorti en 2002.

## Synopsis
Dans les premières années du XXIe siècle, une troisième guerre mondiale a eu lieu. Ceux qui ont survécu ont compris qu'ils ne survivraient pas à une quatrième guerre mondiale.
Libria, 2070. À la suite du terrible holocauste nucléaire, les survivants, atterrés par leur propre déchéance, ont cherché à trouver un remède à l'inhumanité de l'homme envers l'homme. D'aucuns pensèrent alors que ce qui conduit l'homme à ces extrémités est sa faculté émotionnelle, sa capacité à ressentir, à désirer, à haïr ; ils proposèrent alors un remède simple mais efficace contre ce mal : le « prozium ».
Le prozium est une puissante substance qui a pour effet de neutraliser les sentiments, de ne plus permettre à la haine, à la violence ni à la colère d'exister… tout comme les nobles sentiments qui ne peuvent plus s'exprimer. Ainsi, amour, passion, joie, tristesse et toutes les autres formes de sentiments existants ont été « sacrifiés » pour permettre à la société de vivre en harmonie, en paix avec elle-même.
Ce prozium, que tous prennent désormais sans réfléchir, dans un automatisme extrême, a permis à une société pseudo-religieuse de s'installer. Ainsi, il existe une vraie société hiérarchisée autour de l'ordre des Tetra-Grammatons dont la tête est « le Père » et dont la main exécutive, les soldats de l'ordre, sont les « ecclésiastes Grammatons ».
Ces ecclésiastes sont formés à la détection et l'éradication des déviants émotionnels (des rebelles qui refusent de prendre leur prozium ou qui osent avoir des sentiments et protègent des œuvres d'art — des tableaux, des livres proscrits par les Tetra-Grammatons). Ils ont, pour les aider dans leur tâche, développé un art martial d'une terrible efficacité : le « gun-kata » (kata armé) qui leur permet d'être bien plus efficaces et meurtriers que tout autre belligérant tout en restant statistiquement en dehors des trajectoires les plus fréquentes de ripostes, ce qui leur permet de juguler la montée des rebelles, et même de les affaiblir, voire de les faire disparaître à courte échéance.
Au cours de l'éradication d'un groupe de rebelles, John Preston (Christian Bale), le plus haut gradé et le plus doué des Ecclésiastes Grammaton, s'aperçoit que son coéquipier Partridge (Sean Bean) montre quelques signes d'une possible déviance émotionnelle. En parfait Ecclésiaste Grammaton, Preston le dénonce à son supérieur DuPont (Angus Macfadyen) et se charge de l'éliminer. Mais cet évènement le perturbe quelque peu, malgré le prozium.
Preston se retrouve alors avec un nouveau coéquipier, Brandt (Taye Diggs), et tout recommence comme avant… ou presque. Puis, un jour, Preston casse par maladresse son ampoule de prozium et ne parvient pas à s'administrer sa dose à temps. Il commence alors à ressentir des émotions. Mais étant premier des ecclésiastes Grammaton, il ne peut pas le montrer sous peine de mort. Les sentiments qui l'assaillent — depuis qu'il a refusé de prendre sa dose — commencent à le pousser à la révolte contre le système.
C'est alors que le Père (Sean Pertwee) décide de lancer la destruction totale et définitive de tous les déviants émotionnels…

## Fiche technique
Sauf indication contraire, les informations mentionnées dans cette section peuvent être confirmées par la base de données cinématographiques IMDb,  présente dans la section « Liens externes ».
- Titre original et français : Equilibrium
- Réalisation et scénario : Kurt Wimmer
- Musique : Klaus Badelt
- Direction artistique : Erik Olson, George Richardson et Justin Warburton-Brown
- Décors : Wolf Kroeger
- Costumes : Joseph A. Porro
- Photographie : Dion Beebe
- Montage : Tom Rolf et William Yeh
- Production : Lucas Foster et Jan De Bont
- Production déléguée : Andrew Rona, Bob Weinstein et Harvey Weinstein
- Sociétés de production : Dimension Films et Blue Tulip Productions
- Sociétés de distribution : Miramax Films, Buena Vista International, RCV Film Distribution, TFM Distribution
- Budget : 20 millions de dollars[réf. nécessaire]
- Pays de production :  États-Unis
- Langue originale : anglais
- Format : couleur — 35 mm — 2,35:1 — son DTS / Dolby Digital / SDDS
- Genres : science-fiction et action
- Durée : 107 minutes
- Dates de sortie :
  - États-Unis : 6 décembre 2002
  - Belgique : 26 février 2003
  - France : 9 juillet 2003
- Classification 
  -  États-Unis : R
  -  France : Tous publics

## Distribution
- Christian Bale (VF : David Kruger, VQ : Patrice Dubois) : ecclésiaste John Preston
- Emily Watson (VF : Isabelle Gardien, VQ : Chantal Baril) : Mary O'Brian
- Taye Diggs (VF : Daniel Lobe, VQ : Marc-André Bélanger) : ecclésiaste Andrew Brandt
- Angus Macfadyen (VF : Pierre Forest, VQ : Gilbert Lachance) : vice-consul DuPont
- Sean Bean (VF : Jean-Claude Leguay, VQ : Benoit Rousseau) : ecclésiaste Errol Partridge
- Sean Pertwee (VF : Éric Herson-Macarel, VQ : Sébastien Dhavernas) : le Père
- William Fichtner (VF : Laurent Natrella, VQ : Jean-Luc Montminy) : Jurgen
- Christian Kahrmann : officier responsable
- John Keogh : chimiste
- Brian Conley : Brian Connely
- Dominic Purcell : Seamus

Sources et légende : Version française (VF) sur Allodoublage. Version québécoise (VQ) sur Doublage Québec
Remarque : Dans la VF on parle d'ecclésiastes, tandis que dans la VQ, ce sont des recteurs.

## Production

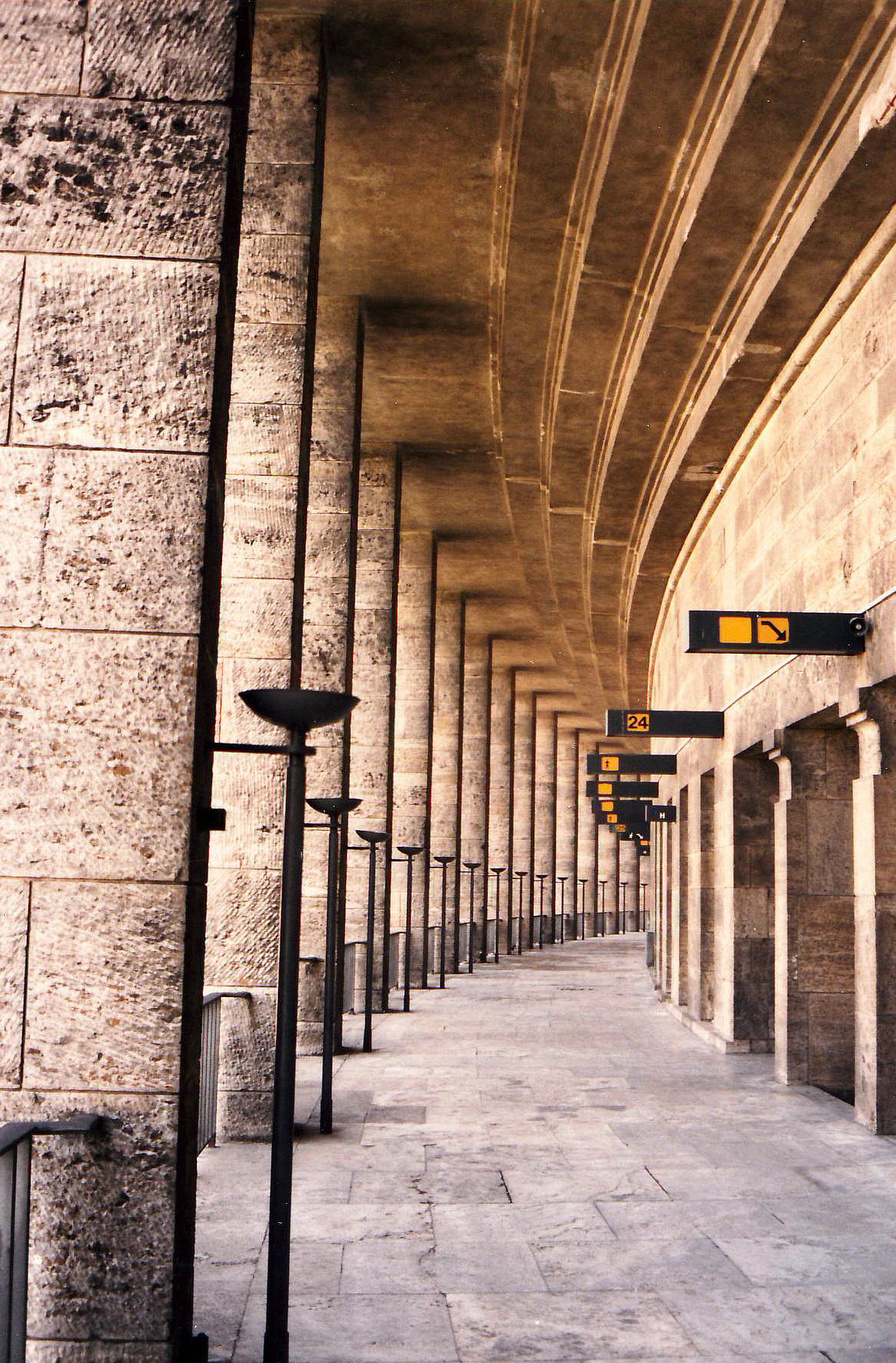
Intérieur du stade olympique de Berlin, utilisé comme décor des bureaux gouvernementaux libriens.

Le tournage a lieu, entre le 19 octobre et le 10 décembre 2000, à Berlin, en Allemagne, dont le stade olympique de l'arrondissement de Charlottenburg-Wilmersdorf, la Potsdamer Platz, l'aéroport de Berlin-Tempelhof, la station du métro Bundestag et le quartier de Berlin-Tiergarten pour servir de l'appartement familial de l'ecclésiaste John Preston, ainsi que Rome, en Italie et Vancouver, au Canada.

## Autour du film
Handicapé par un slogan provocateur (« Forget the Matrix », référence directe au film The Matrix) et ayant bénéficié d'une sortie en salles très limitée, Equilibrium est passé inaperçu au cinéma. Néanmoins, depuis sa sortie sur VHS et DVD, le film fait aujourd'hui l'objet d'un culte chez certains cinéphiles pour son esthétique, les thèmes abordés et surtout ses chorégraphies de combat.
Le succès du film à long terme a incité son réalisateur, Kurt Wimmer, à réaliser une suite spirituelle : Ultraviolet.
Pour Equilibrium, Kurt Wimmer s'est surtout inspiré de THX 1138, premier film de George Lucas, dans lequel la police gouvernementale porte un habit de motard avec son casque (dans Equilibrium ils portent des manteaux de cuir avec des casques de moto) et où le héros se révolte lui aussi après la mort de sa compagne avec laquelle il connaît l'amour. De plus dans THX 1138 aussi, les hommes vivent sous perfusion ou sédatifs.
Le drapeau de Libria est directement inspiré du drapeau nazi.